# Kim Long (xã)
Kim Long là một xã thuộc Thành phố Hồ Chí Minh, Việt Nam.

## Địa lý
Xã Kim Long nằm ở phía bắc huyện Châu Đức (cũ), giáp với xã Bình Giã, phường Tân Thành, xã Ngãi Giao và xã Châu Đức.
Xã Kim Long có diện tích 63,92 km², dân số năm 2024 là 33.369 người, mật độ dân số đạt 522 người/km².

## Lịch sử
Xã Kim Long được thành lập vào ngày 1 tháng 2 năm 1985 trên cơ sở tách một phần diện tích và dân số của xã Ngãi Giao. Khi mới thành lập, xã thuộc huyện Châu Thành cũ.
Ngày 2 tháng 6 năm 1994, Chính phủ ban hành Nghị định 45-CP. Theo đó, chuyển xã Kim Long về huyện Châu Đức mới thành lập và tách 2.828 ha diện tích tự nhiên, 8.086 người của xã Kim Long (gồm các thôn Hậu Cần, Tiến Long, Đạt Long) để thành lập xã Quảng Thành.
Ngày 24 tháng 12 năm 2004, Chính phủ ban hành Nghị định 212/2004/NĐ-CP. Theo đó, thành lập xã Bàu Chinh trên cơ sở 1.134,46 ha diện tích tự nhiên và 3.544 người của thị trấn Ngãi Giao, 849,32 ha diện tích tự nhiên và 2.985 người của xã Kim Long.
Sau khi điều chỉnh địa giới hành chính, xã Kim Long còn lại 2.160,18 ha diện tích tự nhiên và 12.246 người.
Ngày 19 tháng 4 năm 2017, UBND tỉnh Bà Rịa – Vũng Tàu ban hành Quyết định số 975/QĐ-UBND về việc công nhận xã Kim Long là đô thị loại V.
Ngày 24 tháng 10 năm 2024, Ủy ban Thường vụ Quốc hội ban hành Nghị quyết số 1256/NQ-UBTVQH15 về việc sắp xếp đơn vị hành chính cấp huyện, cấp xã của tỉnh Bà Rịa – Vũng Tàu giai đoạn 2023 – 2025 (có hiệu lực từ ngày 01/01/2025). Theo đó, thành lập thị trấn Kim Long thuộc huyện Châu Đức trên cơ sở toàn bộ 22,12 km² diện tích tự nhiên và quy mô dân số là 15.112 người của xã Kim Long.
Ngày 12 tháng 6 năm 2025, Quốc hội ban hành Nghị quyết số 202/2025/QH15 về việc sắp xếp đơn vị hành chính cấp tỉnh. Theo đó, toàn bộ diện tích tự nhiên và quy mô dân số của tỉnh Bình Dương và tỉnh Bà Rịa – Vũng Tàu được sáp nhập vào Thành phố Hồ Chí Minh.
Ngày 16 tháng 6 năm 2025, Ủy ban Thường vụ Quốc hội ban hành Nghị quyết số 1256/NQ-UBTVQH15 về việc sắp xếp các đơn vị hành chính cấp xã của Thành phố Hồ Chí Minh năm 2025 (có hiệu lực kể từ ngày ban hành). Theo đó, sắp xếp toàn bộ diện tích tự nhiên, quy mô dân số của thị trấn Kim Long, xã Bàu Chinh và xã Láng Lớn thành xã mới có tên gọi là xã Kim Long.

## Xã hội
Giáo dục: Các trường học tại Kim Long gồm 1 trường THPT, 1 trường THCS, 1 trường tiểu học, 1 trường mầm non.